# Pierre-Louis Loubet
Pierre-Louis Loubet, né le 18 février 1997 à Bastia (Corse), est un pilote de rallye français.
Il est titré champion du monde des rallyes WRC-2 en 2019. Il dispute à nouveau en 2024 le championnat du monde des rallyes WRC-2 sur une Škoda Fabia RS Rally2. Son copilote est le Français Loris Pascaud.

## Carrière

### Débuts
Pierre-Louis Loubet est le fils d'Yves Loubet, champion d'Europe des rallyes 1989 et participant de 30 épreuves comptant pour le championnat du monde des rallyes. Durant sa jeunesse, il s'engage en compétition en karting et dispute des courses aux côtés de Max Verstappen, Charles Leclerc ou encore Pierre Gasly. Le Corse atteint la finale de la catégorie KF3 du championnat d'Europe 2011. Par la suite, il essaye d'entamer une carrière en monoplace, prenant part ainsi à un test avec une Formule Renault en 2014.

### 2015: J-WRC et WRC-3
Pierre-Louis Loubet fait ses débuts en championnat du monde des rallyes en 2015 sur une Citroën DS3 R3T Max. Pour cette première saison, il est engagé dans les catégories WRC-3 et J-WRC. Le Français monte à une reprise sur le podium de sa catégorie et termine second du rallye du Portugal. Vincent Landais devient son copilote lors du Tour de Corse 2015. À la fin de la saison, Pierre-Louis Loubet se classe sixième au championnat JWRC, avec 43 points.

### 2016-2019: WRC-2 et titre
En 2016, la paire Pierre-Louis Loubet-Vincent Landais accède au WRC-2 sur une Citroën DS3 R5. Les meilleures performances de Loubet au classement scratch sont une douzième place au rallye d'Allemagne, et une treizième place au rallye de Catalogne (où il est également troisième de la classe RC2). Le WRC-2 2016 est remporté par Esapekka Lappi, le pilote français lui prend la dixième place et se classe premier français.
Fin 2016, il se voit décerner le titre "Espoir de l'année" par le magazine Echappement.
Après trois premières saisons ponctuées d'arrivées régulières dans les points mais sans décrocher de podiums, la saison 2019 est meilleure, avec deux victoires obtenues au Portugal et en Sardaigne, ainsi que le titre de champion du monde, remporté avec 91 points au compteur à la suite de l'annulation de la dernière manche de la saison en Australie,,,.

### 2020-2022: WRC

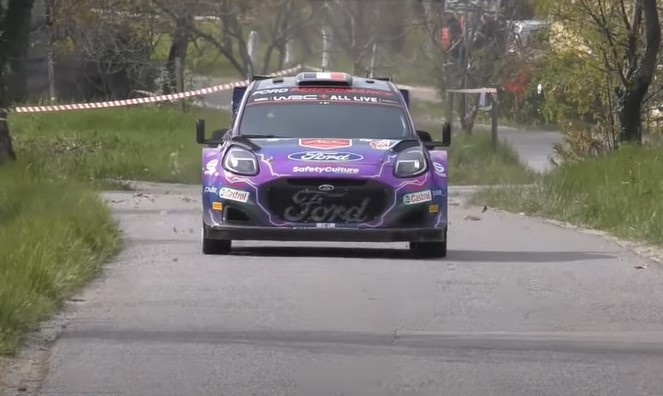
Pierre-Louis Loubet au rallye de Croatie 2022.

En 2020, Loubet et Landais font leurs débuts en championnat du monde des rallyes (WRC) au sein de l'équipe 2C Compétition (en) et au volant d'une Hyundai i20 Coupe WRC. L'équipage prend part à 3 des 7 manches d'une saison bousculée par la pandémie de Covid-19, avec pour bilan deux abandons et une 7e place.
Pour la saison 2021, le duo évolue dans la même structure mais s'engage dorénavant pour une saison pleine après avoir réuni le budget adéquat. Néanmoins, à la suite des trois premières manches achevées hors des points, Landais est évincé et remplacé par Florian Haut-Labourdette en vue des rallyes suivants,.
En 2022, après avoir intégré l'équipe d'ouvreurs de Sébastien Ogier, Vincent Landais est finalement de retour au côté de Pierre-Louis Loubet. Le duo s'engage avec M-Sport et commence sa saison lors du rallye de Croatie. Au cours de l'année, les deux hommes réalisent plusieurs bons résultats.

### 2023: Pilote officiel M-Sport
Pierre-Louis Loubet, associé au copilote belge Nicolas Gilsoul, devient pilote officiel de l'équipe anglaise M-Sport et disputera l'intégralité des treize manches du championnat du monde des rallyes 2023. Il se voit confier une Ford Puma Rally1 en tant qu' équipier de l'Estonien Ott Tänak faisant, lui, son retour dans l'écurie de ses débuts,.

### 2024: Retour en WRC-2
Pierre-Louis Loubet retrouve le WRC-2 avec l'équipe Toksport WRT (en). Son nouveau copilote qui l'accompagnera à bord de la Škoda Fabia RS Rally2 est Loris Pascaud.

## Palmarès

### Titre
| Saison | Titre                                     | Voiture             |
| ------ | ----------------------------------------- | ------------------- |
| 2019   | Champion du monde des rallyes - 2 (WRC-2) | Škoda Fabia R5 (en) |

## Résultats en championnat du monde des rallyes

### Résultats détaillés en WRC
| Saison | Rallye | Rallye | Rallye | Rallye | Rallye | Rallye | Rallye | Rallye | Rallye | Rallye | Rallye | Rallye | Rallye | Points | Classement final |
| ------ | ------ | ------ | ------ | ------ | ------ | ------ | ------ | ------ | ------ | ------ | ------ | ------ | ------ | ------ | ---------------- |
| 2020   | MON    | SWE    | MEX    | EST    | TUR    | ITA    | ITA    |        |        |        |        |        |        | 6      | 19e              |
| 2020   | -      | -      | -      | Ab.    | Ab.    | 7e     | -      |        |        |        |        |        |        | 6      | 19e              |
| 2021   | MON    | FIN    | CRO    | POR    | ITA    | KEN    | EST    | BEL    | GRE    | FIN    | ESP    | ITA    |        | 6      | 18e              |
| 2021   | 16e    | 39e    | 29e    | Ab.    | Ab.    | -      | 7e     | 56e    | Ab.    | -      | -      | -      |        | 6      | 18e              |
| 2022   | MON    | SWE    | CRO    | POR    | ITA    | KEN    | EST    | FIN    | BEL    | GRE    | NZL    | ESP    | JPN    | 31     | 13e              |
| 2022   | -      | -      | 47e    | 7e     | 4e     | -      | Ab.    | Ab.    | -      | 4e     | -      | 10e    | -      | 31     | 13e              |
| 2023   | MON    | SWE    | MEX    | CRO    | POR    | ITA    | KEN    | EST    | FIN    | GRE    | CHI    | UE     | JPN    | 29     | 11e              |
| 2023   | Ab.    | 6e     | 27e    | 7e     | 32e    | Ab.    | 7e     | 6e     | 45e    | Ab.    | Ab.    | 7e     | -      | 29     | 11e              |

* Saison en cours.

### Résultats détaillés en WRC-2
| Saison | Rallye | Rallye | Rallye | Rallye | Rallye | Rallye | Rallye | Rallye | Rallye | Rallye | Rallye | Rallye | Rallye | Rallye | Points | Classement final |
| ------ | ------ | ------ | ------ | ------ | ------ | ------ | ------ | ------ | ------ | ------ | ------ | ------ | ------ | ------ | ------ | ---------------- |
| 2016   | MON    | SUE    | MEX    | ARG    | POR    | ITA    | POL    | FIN    | ALL    | CHN    | FRA    | ESP    | GBR    | AUS    | 36     | 10e              |
| 2016   | WD     | -      | -      | -      | Ab.    | 6e     | 6e     | Ab.    | 5e     | An.    | 5e     | -      | -      | -      | 36     | 10e              |
| 2017   | MON    | SUE    | MEX    | FRA    | ARG    | POR    | ITA    | POL    | FIN    | ALL    | ESP    | GBR    | AUS    |        | 39     | 10e              |
| 2017   | -      | Ab.    | -      | 6e     | -      | 10e    | 5e     | -      | 7e     | 5e     | -      | 8e     | -      |        | 39     | 10e              |
| 2018   | MON    | SUE    | MEX    | FRA    | ARG    | POR    | ITA    | FIN    | ALL    | TUR    | GBR    | ESP    | AUS    |        | 36     | 11e              |
| 2018   | -      | -      | -      | 6e     | -      | 4e     | Ab.    | 5e     | Ab.    | -      | Ab.    | 7e     | -      |        | 36     | 11e              |
| 2019   | MON    | SWE    | MEX    | FRA    | ARG    | CHI    | POR    | ITA    | FIN    | GER    | TUR    | GBR    | ESP    | AUS    | 91     | 1er              |
| 2019   | -      | -      | -      | 10e    | -      | -      | 1er    | 1er    | 4e     | -      | -      | 2e     | 5e     | An.    | 91     | 1er              |

### Résultats détaillés en WRC-3
| Saison | Rallye | Rallye | Rallye | Rallye | Rallye | Rallye | Rallye | Rallye | Rallye | Rallye | Rallye | Rallye | Rallye | Points | Classement final |
| ------ | ------ | ------ | ------ | ------ | ------ | ------ | ------ | ------ | ------ | ------ | ------ | ------ | ------ | ------ | ---------------- |
| 2015   | MON    | SUE    | MEX    | ARG    | POR    | ITA    | POL    | FIN    | ALL    | AUS    | FRA    | ESP    | GBR    | 34     | 8e               |
| 2015   | -      | -      | -      | -      | 2e     | -      | Ab.    | Ab.    | -      | -      | Ab.    | 7e     | 5e     | 34     | 8e               |